# 琼桂润楠
琼桂润楠（学名：Machilus foonchewii）为樟科润楠属下的一个种。

## 扩展阅读
- 維基物種上的相關：琼桂润楠